# Ольгинська вулиця (Київ)
О́льгинська ву́лиця — вулиця у Печерському районі міста Києва, місцевість Садиба Мерінга. Пролягає від Інститутської вулиці та алеї Героїв Небесної Сотні до вулиці Архітектора Городецького та площі Івана Франка.

## Історія
Вулиця виникла наприкінці XIX століття у зв'язку із розплануванням і забудовою колишнього саду та садиби професора Київського університету Ф. Ф. Мерінга як одна із новопрокладених вулиць, під такою ж назвою на честь княгині київської Ольги. З 1938 року — вулиця Маяковського, на честь радянського поета В. В. Маяковського (назву підтверджено 1944 року). Історичну назву вулиці було відновлено 1984 року.
Забудова вулиці була частково знищена вибухами восени 1941 року. Збереглися лише корпус школи та два житлових будинки — наріжний з площею Франка будинок № 2 та наріжний з вулицею Городецького будинок № 1/17.

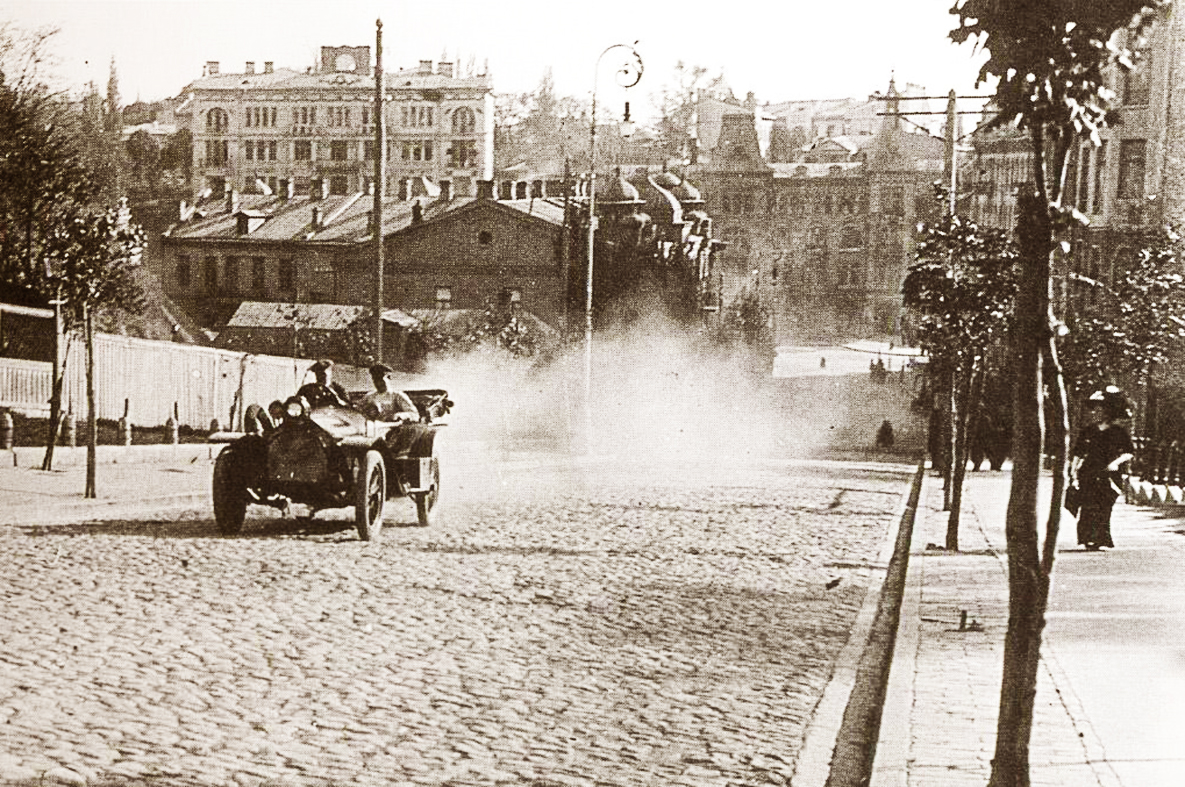
Ольгинська вулиця (1912)

## Видатні особи, пов'язані з Ольгинською вулицею
У будинку № 2/1 мешкали актори Г. П. Юра, Д. О. Мілютенко та М. Ф. Яковченко.

### Меморіальні дошки

Дмитрові Мілютенку
Гнату Юрі

## Установи
- Середня загальноосвітня школа № 94 (буд. № 2/4)